# 8 Brygada WOP
 8 Brygada Wojsk Ochrony Pogranicza – nieistniejący związek taktyczny Wojsk Ochrony Pogranicza pełniący służbę graniczną na  granicy polsko-czechosłowackiej i polsko-niemieckiej.

## Formowanie i zmiany organizacyjne
Brygada została sformowana w 1950 na bazie 6 Brygady Ochrony Pogranicza, na podstawie rozkazu MBP nr 043/org z 3 czerwca 1950. Nowa numeracja batalionów i brygad weszła w życie z dniem 1 stycznia 1951. Sztab brygady stacjonował w Lubaniu.

Zgodnie z etatem czasu „P” nr 352/16, na dzień 1 listopada 1954 brygada liczyła 2593 żołnierzy, a etat czasu „W” nr 0352/13 przewidywał 3377 żołnierzy.
W 1956 został rozformowany 82 batalion WOP w Leśnej. 

Zgodnie z etatem czasu „P” nr 352/37, na dzień 1 sierpnia 1957 brygada liczyła 2704 żołnierzy, a etat czasu „W” nr 0352/23 przewidywał 3918 żołnierzy.
W 1958 brygada została przemianowana na 8 Łużycką Brygadę WOP.

## Struktura organizacyjna
W 1950:
- Dowództwo 8 Brygady WOP w Lubaniu Śląskim
- pododdziały dowodzenia
- 81 batalion WOP w Szklarskiej Porębie
- 82 batalion WOP w Leśnej
- 83 batalion WOP w Bogatyni
- 84 batalion WOP w Zgorzelcu
- Graniczna Placówka Kontrolna Zawidów.

## Sztandar oddziału
Wręczenia sztandaru dokonano 25 maja 1947 w Lubaniu. Sztandar z rąk I zastępcy ministra obrony narodowej gen. dyw. Mariana Spychalskiego przejął ówczesny dowódca 1 Łużyckiego Oddziału Ochrony Pogranicza ppłk Eugeniusz Buchwałow. W drzewce sztandaru wbito 65 gwoździ pamiątkowych.
W okresie przeformowania oddziału na 6 Brygadę Ochrony Pogranicza na płacie i grocie sztandaru dokonano poprawek polegających na zamianie napisów "1 Oddz. Ochrony Pogranicza" na "6 Brygada Ochrony Pogranicza". Później, mimo kolejnych zmian nazwy i numeru brygady, na sztandarze już nie dokonywano już żadnych poprawek.
Sztandar do Muzeum Wojska Polskiego w Warszawie przekazał mjr Henryk Kowalski 30 października 1963.

## Dowódcy brygady
- ppłk Eugeniusz Buchałow (01.01.1951–1952)[7]
- ppłk Stanisław Bański (1952–1956)[7]
- ppłk Roman Wasilkowski (1956–31.12.1957)[7].

## Przekształcenia
1 Oddział Ochrony Pogranicza → 1 Łużycki Oddział WOP → 6 Brygada Ochrony Pogranicza → 8 Brygada WOP → 8 Łużycka Brygada WOP → Łużycka Brygada WOP → Łużycki Oddział SG.